# Гаджин-Хан (община)
Гаджин-Хан (серб. Гаџин Хан) — община в Сербии, входит в Нишавский округ.
Население общины составляет 9216 человек (2007 год), плотность населения составляет 28 чел./км². Занимаемая площадь — 325 км², из них 54,1 % используется в промышленных целях.
Административный центр общины — город Гаджин-Хан. Община Гаджин-Хан состоит из 34 населённых пунктов, средняя площадь населённого пункта — 9,6 км².

## Статистика населения общины
| Год  | Население, чел. |
| ---- | --------------- |
| 1991 | 12 822          |
| 2001 | 10 656          |
| 2002 | 10 414          |
| 2003 | 10 189          |
| 2004 | 9938            |
| 2005 | 9676            |
| 2006 | 9445            |
| 2007 | 9216            |